# Roberto Izurieta
Roberto Augusto Izurieta Cánova (Montevideo, 1963) es un catedrático, estratega político y diplomático ecuatoriano. Fue Secretario de Comunicación de Ecuador en los gobiernos de Daniel Noboa y Jamil Mahuad. También fue embajador de Ecuador en Chile (de 2022 a 2023) y catedrático de la Universidad George Washington por más de dos décadas.
Como estratega político, ha trabajado como asesor de presidentes como el ecuatoriano Guillermo Lasso, el peruano Alejandro Toledo, el mexicano Vicente Fox y el guatemalteco Álvaro Colom. Su trabajo político le ha valido reconocimientos como el premio Rising Star de la revista estadounidense Campaigns and Elections, del que fue el primer latinoamericano en recibirlo.

## Biografía
Nació en enero de 1963 en Montevideo, Uruguay, país al que su padre había viajado para realizar estudios en veterinaria. Se mudó a Ecuador durante la dictadura de Guillermo Rodríguez Lara y realizó sus estudios secundarios en Quito en los colegios San Gabriel y Spellman, del que se graduó como bachiller en 1981. Realizó sus estudios superiores en la Pontificia Universidad Católica del Ecuador, donde cursó la carrera de economía, y posteriormente estudió una maestría en ciencias políticas en la Universidad del Sur de Illinois Carbondale mediante una beca del Programa Fulbright.
Durante el gobierno del presidente Jamil Mahuad (1998-2000), se desempeñó como Secretario de Comunicación de Ecuador. Izurieta ya había colaborado con Mahuad anteriormente, durante la campaña del político para la elección a la alcaldía de Quito de 1992.
Tras mudarse a Estados Unidos, empezó a trabajar en 2001 como profesor en la Universidad George Washington, donde impartió cátedra durante las dos décadas siguientes y fue también director de proyectos de América Latina de la Escuela de Graduados en Gerencia Política.
El 8 de diciembre de 2022, fue nombrado por el presidente Guillermo Lasso como embajador de Ecuador en Chile, por lo que tuvo que dejar su puesto de analista político en el programa Choque de opiniones, de la cadena CNN en Español.Como embajador de Ecuador en Chile, fue condecorado con la Orden al Mérito de Chile, en el Grado de Gran Cruz, por el gobierno chileno a su salida del cargo.
En noviembre de 2023, fue nombrado Secretario de Comunicación por el presidente Daniel Noboa.

## Vida personal
Izurieta es abiertamente homosexual desde los 19 años, lo que lo hizo decidirse en contra de seguir una carrera como político, dados los prejuicios en el Ecuador de la época. Desde 1982, Izurieta empezó a concurrir bares LGBT clandestinos de Quito con algunos de sus amigos, como Luis Miguel Campos. Entre los bares que visitaba estuvo El Hueco, establecimiento que, de acuerdo a Izurieta, recibió ese apodo luego de que él mismo lo bautizara de esta manera por lo difícil del acceso.
Debido a la criminalización de la homosexualidad, que en esa época collevaba una pena de cuatro a seis años de prisión en el país, Izurieta vivió en varias ocasiones redadas policiales en bares LGBT quiteños, que terminaban con muchos de los que no lograran escapar detenidos. Durante el proceso para lograr la despenalización de la homosexualidad, que se logró en 1997, Izurieta colaboró con el Grupo Tolerancia y fue una de las personas que participó en la recolección de firmas de apoyo.
En 2010, Izurieta y su pareja, el estadounidense Paul Quirk, registraron su unión de hecho en una notaría de Ecuador. No obstante, no pudieron lograr que el Registro Civil registrara la unión. El mismo año, contrajeron matrimonio en Washington D. C. En 2022, con el matrimonio entre personas del mismo sexo ya reconocido en el país, se casaron legalmente en Ecuador.
El 23 de noviembre de 2023, Izurieta acudió junto a su esposo a la posesión presidencial de Daniel Noboa. El evento provocó mensajes homofóbicos en redes sociales por parte de usuarios que insultaron a Izurieta por ir agarrado de la mano de su esposo, a pesar de que las parejas heterosexuales hacían lo mismo.